# Sophie Errante
Sophie Errante, née le 22 juillet 1971 à Nantes, est une femme politique française.
Elle est maire de La Chapelle-Heulin de 2008 à 2014, députée de la dixième circonscription de la Loire-Atlantique depuis le 20 juin 2012, membre du bureau exécutif de La République en marche de novembre 2017 à septembre 2024, et présidente de la commission de surveillance de la Caisse des Dépôts de février 2018 à septembre 2022.

## Biographie
Sophie Errante est la fille d'un professeur et d'une sage-femme. Elle poursuit des études de commerce international. Elle s'installe à La Chapelle-Heulin en 1998 où elle fonde, avec son mari, une entreprise d'équipements médicaux.

### Élue à La Chapelle-Heulin
Sophie Errante est maire de La Chapelle-Heulin de 2008 à 2014.
Ne souhaitant pas briguer un second mandat pour les élections municipales de 2014, elle reste néanmoins conseillère municipale de sa commune désormais dirigée par son premier adjoint, Jean Teurnier,.

### Députée
Sophie Errante est investie par le Parti socialiste pour les élections législatives de 2012 dans la 10e circonscription de Loire-Atlantique dans laquelle elle est élue le 17 juin 2012. Elle succède alors à Serge Poignant (UMP), ancien maire de Basse-Goulaine, en obtenant 52,52 % des voix face à Laurent Dejoie (UMP), alors maire de Vertou. Elle devient la première femme députée de cette circonscription.
Investie par La République en marche pour les élections législatives de 2017, elle est réélue le 18 juin 2017 face à Jérôme Guiho (Les Républicains), adjoint aux finances du maire de Vertou, avec 63,89 % des voix,.
Le 23 juin 2017, elle annonce sa candidature à la présidence de l'Assemblée nationale sur le site de la chaine LCP, étant opposée, parmi les candidats LREM, à Brigitte Bourguignon et François de Rugy.
Le 19 octobre 2017, elle fait partie des 13 élus à ne pas avoir déposé dans les temps leur déclaration d'intérêts ou de patrimoine, à la Haute Autorité pour la transparence de la vie publique (HATVP). Elle assure alors que la situation sera « rétablie très vite », et ne fait finalement l'objet d'aucune sanction.
En novembre 2017, à l'occasion du conseil national de La République en marche, elle intègre le bureau exécutif du parti. Elle est présidente de la commission spéciale du projet de loi « pour un État au service d'une société de confiance » voté à l'Assemblée nationale le 30 janvier 2018.
En février 2018, elle est élue présidente de la commission de surveillance de la Caisse des dépôts et en 2022, elle est remplacée à ce poste par Alexandre Holroyd. Elle est également présidente du groupe France à l'Union interparlementaire et membre du bureau exécutif de La République en marche.
Elle se porte candidate à l'investiture par LaREM pour les élections municipales de 2020 à Nantes, puis renonce.
Le 19 juin 2022, elle est réélue pour un troisième mandat dans la 10e circonscription de Loire Atlantique avec 56.52% et présente sa candidature à la présidence de l'assemblée nationale, qui ne sera pas retenue par le groupe de la majorité présidentielle.
Lors des élections législatives anticipées de 2024, elle est réélue avec 42,94% des voix dans une triangulaire face à un candidat du Nouveau Front Populaire et une candidate du Rassemblement National,.
Le 20 septembre 2024, elle annonce quitter le groupe Ensemble pour la République afin de siéger parmi les non-inscrits, actant une rupture avec sa famille politique, et dénonçant « un tel niveau de mépris ». Elle cite notamment comme cause de rupture la nomination de Michel Barnier au poste de premier ministre,  la réforme des retraites « adoptée en mode kamikaze avec plus de quinze 49-3 en deux ans » ainsi que la loi immigration qu’elle estime comme « l’apogée de l’insupportable ».

## Synthèse des résultats électoraux

### Élections législatives
| Année | Parti    | Parti  | Circonscription              | 1er tour | 1er tour | 1er tour | 2d tour | 2d tour | 2d tour | 2d tour |
| Année | Parti    | Parti  | Circonscription              | Voix     | %        | Rang     | Voix    | %       | Rang    | Issue   |
| ----- | -------- | ------ | ---------------------------- | -------- | -------- | -------- | ------- | ------- | ------- | ------- |
| 2012  |          | PS     | 10ème de la Loire-Atlantique | 26 048   | 38,99    | 1er      | 33 582  | 52,52   | 1er     | Élue    |
| 2017  |          | LREM   | 10ème de la Loire-Atlantique | 27 946   | 44,92    | 1er      | 28 560  | 63,89   | 1er     | Élue    |
| 2022  | 19 638   | LREM   | 10ème de la Loire-Atlantique | 31,49    | 32 852   | 1er      | 56,52   |         | 1er     | Élue    |
| 2024  | RE (ENS) | 27 555 | 10ème de la Loire-Atlantique | 30,57    | 38 983   | 1er      | 42,94   |         | 1er     | Élue    |